# Wojciech Stanisław Nepomucen Goczałkowski
Wojciech Stanisław Nepomucen Goczałkowski (ur. 2 maja 1809 w Cerekwi, zm. 8 stycznia 1866 w Bobowej) – oficer powstania listopadowego oraz Wiosny Ludów, pamiętnikarz, publicysta.

## Życiorys
Urodził się 2 maja 1809 w Cerekwi w powiecie bocheńskim jako jeden z synów Adama herbu Poraj i jego żony Wiktorii z d. Puszet. Miał młodszego brata Franciszka oraz dwie siostry Ludwikę i Mariannę.
W 1826 wstąpił do 1 pułku ułanów i w 1830 otrzymał stopień kadeta. Wziął udział w powstaniu listopadowym w swoim pułku w stopniu podporucznika. Wraz z korpusem gen. Chłapowskiego przeszedł do Prus i został internowany w Packemonen i Langallen. 
W 1832 wyjechał do Galicji i w 1835 poślubił Julię z d. Lewicką. Dzierżawił folwarki Ostrów i Zatoka należące wcześniej do majątku Goczałkowskich. Pod koniec 1845 aresztowany za udział w spisku i przebywał w więzieniu w Bochni i Wiśniczu. Zwolniony we wrześniu następnego roku z braku dowodów winy. Uczestnik Wiosny Ludów, organizator i dowódca Gwardii Narodowej okręgu przemyskiego.
W latach 1851–53 był zatrudniony w Bibliotece Ossolińskich jako sekretarz. W latach 1852–54 był redaktorem i wydawcą czasopisma „Telegraf” we Lwowie. 
W 1855 we Lwowie wydał swoje wspomnienia zatytułowane „Wspomnienia ułana”, a w 1862 w Krakowie Wspomnienia lat ubiegłych ilustrowane przez Bogumiła Gąsiorowskiego.
Zmarł 8 stycznia 1866 w Bobowej i tamże został pochowany. Małżeństwo Goczałkowskich zostało upamiętnione w Bochni w nazwie jednej z ulic miejskich.